# Take Back the City
Take Back the City è un singolo del gruppo musicale scozzese Snow Patrol, pubblicato nel 2008 ed estratto dall'album A Hundred Million Suns.

## Tracce
- CD (Singolo)

1. Take Back the City – 4:40
2. The Afterlife – 4:03

- 7" (Vinile; Ver. 1)

1. A: Take Back the City – 4:40
2. B: Take Back the City (Lillica Libertine Remix) – 6:07

- 7" (Vinile; Ver. 2)

1. A: Take Back the City – 4:40
2. B: Set the Fire to the Third Bar (Live) (feat. Miriam Kaufmann) – 4:19

- Download digitale

1. Take Back the City – 4:42

## Video
Il videoclip della canzone è stato girato presso il derelitto edificio Millennium Mills, situato nel London Docklands. Esso è stato diretto dal regista francese Alex Courtes.

## Formazione
- Gary Lightbody – voce, chitarra, cori
- Nathan Connolly – chitarra, cori
- Paul Wilson – basso, cori
- Jonny Quinn – batteria
- Tom Simpson – tastiera